# Oligoria
Oligoria là một chi bướm ngày thuộc họ Bướm nâu.